# Царевич, Константин Алексеевич
Константин Алексеевич Царевич (3 июля 1902, дер. Коматовка, вблизи Гродно — 23 апреля 1954, Москва) — астроном, гидромеханик, нефтяник. Один из создателей Всесоюзного нефтегазового научно-исследовательского института (ВНИИнефть им. А. П. Крылова). С 1927 года работал в Государственном исследовательском нефтяном институте под руководством Леонида Лейбензона.

## Биография
- Отец — Царевич Алексей Петрович родился в Гродно 5 января 1878 года в семье Петра Ксавериевича и Александры Николаевны Царевичей, окончил университет в Варшаве, был юристом.
- Жена (Первая) Чесалова Муза Сергеевна(1911-2006), сын Кошелев (Царевич) Всеволод Константинович (1928-2017)
- Жена (вторая): Булгакова Наталья Григорьевна (1911—2004)

Константин Алексеевич Царевич родился в деревне Коматовка (вблизи Гродно). В 1910 году поступил в приготовительный класс Гродненской мужской гимназии. В 1914 году эвакуировался из Гродно и перешёл в реальное училище сначала в г. Гродно, а потом в г. Ярославле, которое окончил в 1918 году. С 1918 года жил в городе Ростове-Ярославском. С 1921 года преподавал астрономию, физику и математику в школе девятилетке и техникуме в Ростове (Ярославском). Занимался как любитель астрономией и в связи с этим самостоятельно изучил математику и механику. В 1923 году 8 месяцев работал в институте Лесгафта (Ленинград) по астрономии у профессора Тихова Г. А. и в главной геофизической обсерватории у А. А. Фридмана. В 1927 году переехал в Москву.
Во время войны 1941—1945 годов К. А. Царевич находился в эвакуации в Казани и жил в одном доме с П. Я. Кочиной и Л. С. Лейбензоном.
С 1919 года работал в гимназии имени А. Л. Кекина города Ростова, Ярославской губернии, при которой была учебная обсерватория основанная в 1912 году на базе гимназического заведения. Во время работы учителем астрономии им были воспитаны будущие астрономы: Добронравин, Пётр Павлович (Крымская астрофизическая обсерватория), Домбровский, Виктор Алексеевич.
В 1923 году К. А. Царевич работал в главной геофизической обсерватории и одновременно продолжал свои занятия по астрономии в астрономической обсерватории Института им. Лесгафта.
С 1929 года занимался изучением глинистых растворов. Разработал методику измерения гидравлических параметров раствора, определил опытные коэффициенты и предложил формулы для расчёта гидравлических потерь при движении раствора по трубам. Он предложил использовать гель-цементы.
В 1938 году Царевичу К. А. присвоена учёная степень кандидата технических наук.
С 1946 по 1954 годы работал во ВНИИнефти. Был заместителем директора ВНИИНефть.
По его инициативе и при ближайшем участии были созданы лаборатории подземной гидродинамики, физики и термодинамики пласта, электромоделирования, нефтепромысловой геологии и разработки. Эти лаборатории образовывали единый комплекс, сосредоточивавший свои усилия на решении проблем рациональной разработки нефтяных и газовых месторождений. До 1954 года занимался исследованием фильтрации газированной жидкости.
Умер 23 апреля 1954 года от туберкулёза, похоронен на Ваганьковском кладбище в Москве.

## Научные труды
- Царевич К. А. Основные положения для расчёта подъёмной линии газлифта. / Перевод с англ. // Нефть и естественный газ. — Сентябрь, 1931.
- Царевич К. А. и др. Математическая теория фонтанирования нефтяных скважин (доклад на съезде в Топсе, октябрь 1929 г) перевод с англ. // Нефтяное хозяйство. — Июнь 1931.
- Царевич К. А., Шищенко Р. И., Бакланов Б. Д. Глинистые растворы в бурении. — Баку: Азнефтеиздат, 1935.
- Царевич К. А. (ГИНИ) К вопросу о «вязкости» глинистых растворов. // Нефтяное хозяйство. — Январь 1932.
- Царевич К. А. Центральные установки для приготовления и очистки глинистого раствора. // Нефть. — 1932. — № 7.
- Царевич К. А., Яблонский В. С. (ГИНИ) Исследование теплопроводности грунтов в зависимости от их состава, засоленности и влажности 1931-2.
- Царевич К. А. Приближенный способ расчёта притока нефти и газа к скважинам при режиме растворенного газа. «Труды МНИ», Гостоптехиздат, вып. 5 (юбилейный). — М.—Л., 1947.
- Царевич К. А. Гидромеханические приемы приближенного расчёта дебитов нефти и газа из скважин при сплошной и сгущающейся системах разработки нефтяных месторождений с газовым режимом. Труды. ВНИИ, вып. VI. — Гостоптехиздат, 1954.
- Малышев А. И., Царевич К. А. (Москва) К вопросу гидравлики глинистых растворов. — 1934.

## Награды
Награждён орденами Ленина, Трудового Красного Знамени, Знак Почёта и медалями.

## О нём
- Валерий АНДРИАНОВ. НЕ ОТСТУПАТЬ И НЕ СДАВАТЬСЯ. Нефть России, апрель, 2009.
- Царевич К. А. Некролог. // Нефтяное хозяйство. Июнь, 1954.
- Царевич Константин Алексеевич[5]
- Астрономическая обсерватория гимназии имени А. Л. Кекина
- О К. А. Царевиче. // «ВНИИНЕФТь — 70 лет истории». — М.: ОАО «Всероссийский нефтегазовый научно-исследовательский институт». — С. 110—113; 243—245. — ISBN 978-5-902625-31-5.